# Brzezie (góra)
Brzezie – wzniesienie  (493 m n.p.m.), w południowo-zachodniej Polsce, w Sudetach Środkowych, w paśmie Wzgórz Lewińskich.
Wzniesienie położone w północno-zachodniej części Wzgórz Lewińskich na południe od Kudowy-Zdroju.
Jest to kopulaste wzniesienie, z wyraźnie zaznaczoną częścią szczytową, o stromych zboczach w większości porośniętych lasem świerkowym, miejscami z domieszką buka, dębu i sosny zwyczajnej. W kilku miejscach na zboczach wykształciły się płaty kwaśnej buczyny górskiej. Sam wierzchołek wzniesienia, oraz część wschodnich zboczy zajmują pola uprawne, łąki i nieużytki. Na północno-wschodnim zboczu wzniesienia, przy niebieskim szlaku turystycznym w Zielonej Dolinie znajduje się lokalne miejsce kultu religijnego: Źródełko Maryi, przy którym stoi kapliczka MB Bolesnej.
Turystyka
Południowo-zachodnim zboczem około 50 m poniżej szczytu przechodzi szlak turystyczny:
- niebieski – z Kudowy-Zdroju do Brzozowia.